# Heilig-Kreuz-Kirche (Essen-Südostviertel)

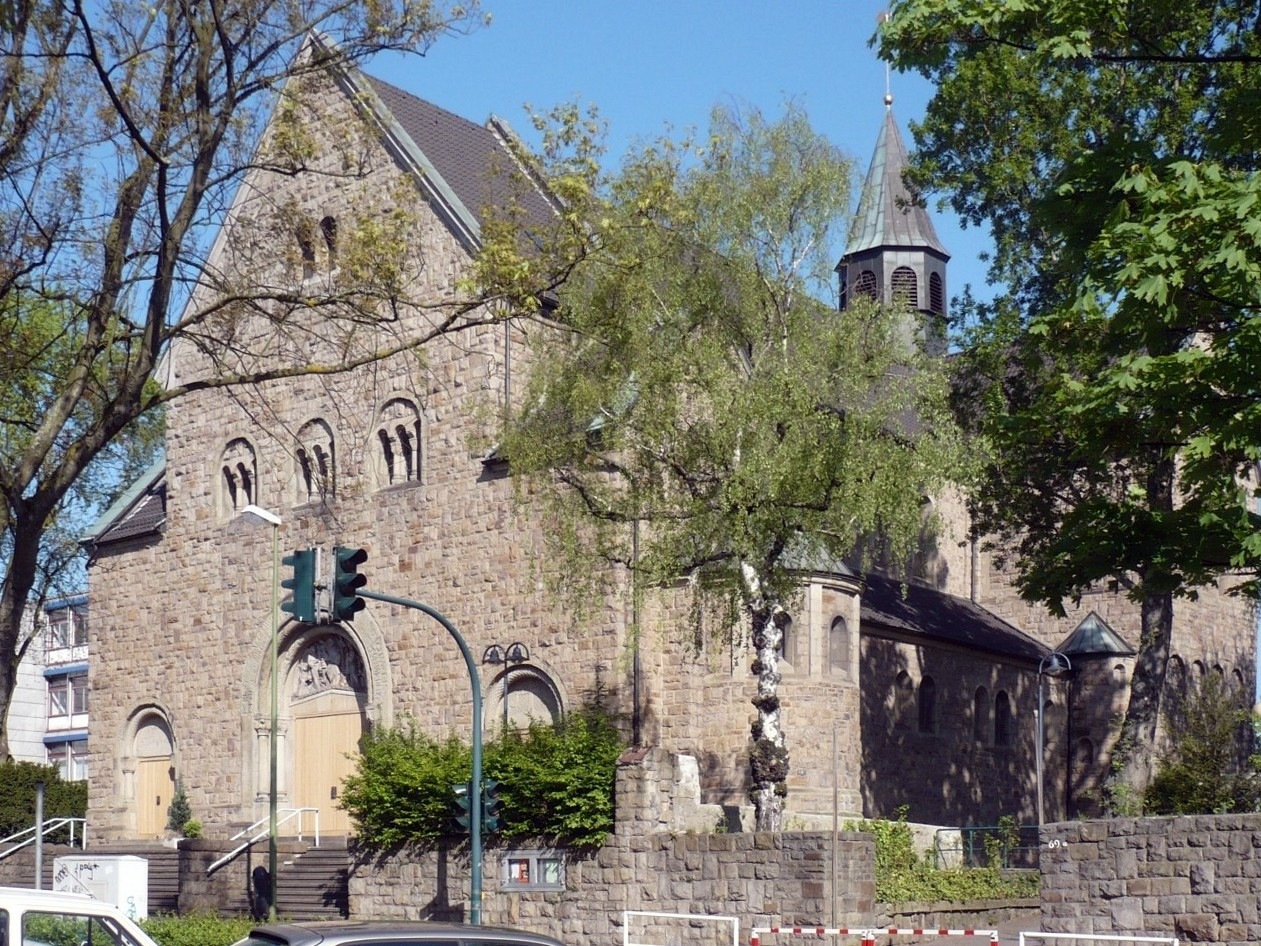
Heilig-Kreuz-Kirche (2008)

Die Kirche Hl. Kreuz ist ein römisch-katholisches Kirchengebäude im Essener Stadtteil Südostviertel. Sie wurde von 1910 bis 1911 erbaut und 1993 unter Denkmalschutz gestellt.

## Geschichte

### Das Franziskanerkloster
Das Kloster und eine erste Kirche wurde zwischen 1903 und 1904 von Franziskanern der Sächsischen Franziskanerprovinz Saxonia gegründet und erbaut. Dem waren nach dem Kulturkampf in Preußen zwölfjährige Verhandlungen mit dem preußischen Kultusministerium um die Genehmigung zur Klostergründung vorangegangen, die am 3. Februar 1902 erteilt wurde. Die Franziskaner wollten sich in Essen schwerpunktmäßig der Seelsorge an den italienischen und polnischen Arbeitern und ihren Familien in der Stadt widmen. Zum Kloster gehörten etwa  sieben Patres und vier bis fünf Laienbrüder. Das Grundstück wurde für die Saxonia durch den Huttroper Gutsbesitzer und Gerichtstaxator Feldhaus für 72.000 Mark erworben, das Eigentum wurde auf das Franziskanerkloster Wiedenbrück eingetragen, das als juristische Person mit Kooperationsrechten galt; später wurde das Eigentum an die „Florentin Kaufmann & Co. Gesellschaft mit beschränkter Haftung“ (benannt nach Provinzialminister Joseph Kaufmann), den Rechtsträger der Ordensprovinz Saxonia, übertragen. 1917 wurde ein Nachbargrundstück erworben, um einen Freiraum zwischen dem Kirchengrundstück und einem evangelischen Mädchenfürsorgeheim zu gewährleisten.
Im April 1929 kam das Kloster zu der wiedererrichteten Kölnischen Franziskanerprovinz Colonia, die 2010 mit den anderen deutschen Ordensprovinzen zur Deutschen Franziskanerprovinz Germania fusionierte. 1965 wurde an der Kirche anstelle des alten Klosters ein neues Haus gebaut, in dem die an der Kirche tätigen Franziskaner heute leben.

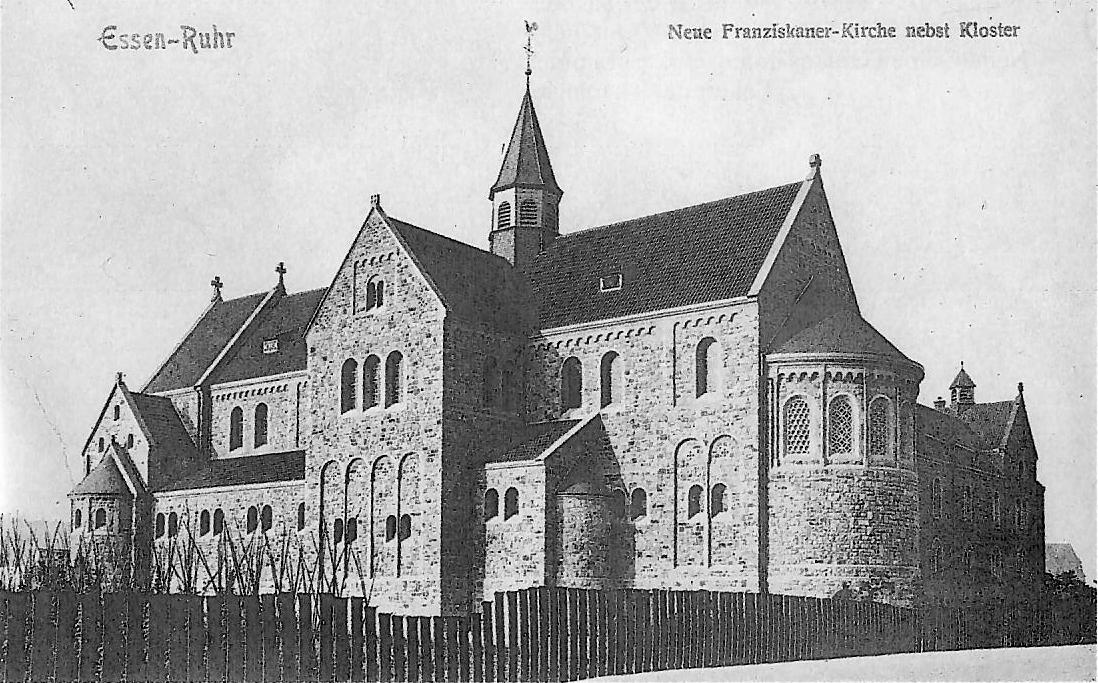
Die Kirche als Neubau

### Kirchbau
Zunächst wurde beim Kloster nur eine Kapelle gebaut, die für die steigende Zahl der Gläubigen bald zu klein geworden war. 1910 wurde der Grundstein für das neue größere Kirchengebäude gelegt. Am 17. September 1911 wurde die neue Kirche aus Werksteinmauerwerk mit neuromanischen Schmuckformen neben dem Kloster unter dem Patronat des Heiligen Kreuzes fertiggestellt. Ein Jahr später kam der Altar mit der Schmerzhaften Mutter dazu. 1915 folgte die Kirchweihe durch Weihbischof Peter Joseph Lausberg. 1931 richtete man den eigenständigen Seelsorgebereich Heilig Kreuz ein.

### Kriegsschäden und Wiederaufbau
Das Kirchengebäude trug im Zweiten Weltkrieg erhebliche Schäden davon. 1943 durchstieß ein Brandkanister das Kirchendach und traf auf die Orgelbühne, woraufhin die Orgel Feuer fing und zerstört wurde. Der Eingang der Kirche wurde 1945 durch Bombardierung zerstört. Zwei Jahre später konnte man im provisorischen Wiederaufbau wieder erste Gottesdienste abhalten. Nach Erneuerung der Orgelbühne und des Dachstuhls 1948 wurde ein Jahr darauf der leicht veränderte Wiederaufbau fertig. Die Einweihung der Orgel folgte 1954. Der Altar und die neu eingerichtete Taufkapelle wurden 1956 geweiht, wobei der Taufbrunnen, ebenso der Tabernakel, vom Kölner Bildhauer Heribert Calleen gestaltet wurden. Es folgte 1971 die Renovierung der Holzdecke, der Einbau eines neuen Bodens und neuer Kirchenbänke sowie 1986 ein neues Satteldach.

### Glocken
Die ersten Glocken, gegossen 1911, fielen dem Zweiten Weltkrieg zum Opfer:
| Nr. | Name | Durchmesser (mm) | Masse (kg, ca.) | Schlagton (HT-1/16) | Inschrift | Gießer    | Gussjahr |
| 1   | –    | 980              | 580             | unbekannt           | –         | unbekannt | 1911     |
| 2   | –    | unklar           | 300             | unbekannt           | –         | unbekannt | 1911     |

Seit 1966 besitzt die Heilig-Kreuz-Kirche die Franziskus- und die Heilig-Kreuz-Glocke aus Bronze, die zu Pfingsten des Jahres geweiht wurden:
| Nr. | Name         | Durchmesser (mm) | Masse (kg, ca.) | Schlagton (HT-1/16) | Inschrift                                                                      | Gießer                  | Gussjahr |
| 1   | Heilig Kreuz | 764              | 270             | c'                  | Auf des Kreuzes Siegeszeichen sing ich den Triumphgesang – Jahr des Heils 1966 | Petit & Gebr. Edelbrock | 1966     |
| 2   | Franziskus   | 644              | 170             | es'                 | Ich bin der Herold des großen Königs – Franziskus 1966                         | Petit & Gebr. Edelbrock | 1966     |

## Heilig-Kreuz-Kirche heute
Seit 2008 ist die Heilig-Kreuz-Kirche Gemeindekirche der Pfarrgemeinde St. Gertrud. Am 9. Dezember 1993 wurde sie in die Denkmalliste der Stadt Essen eingetragen.